# Bartomeu Ribó i Terriz

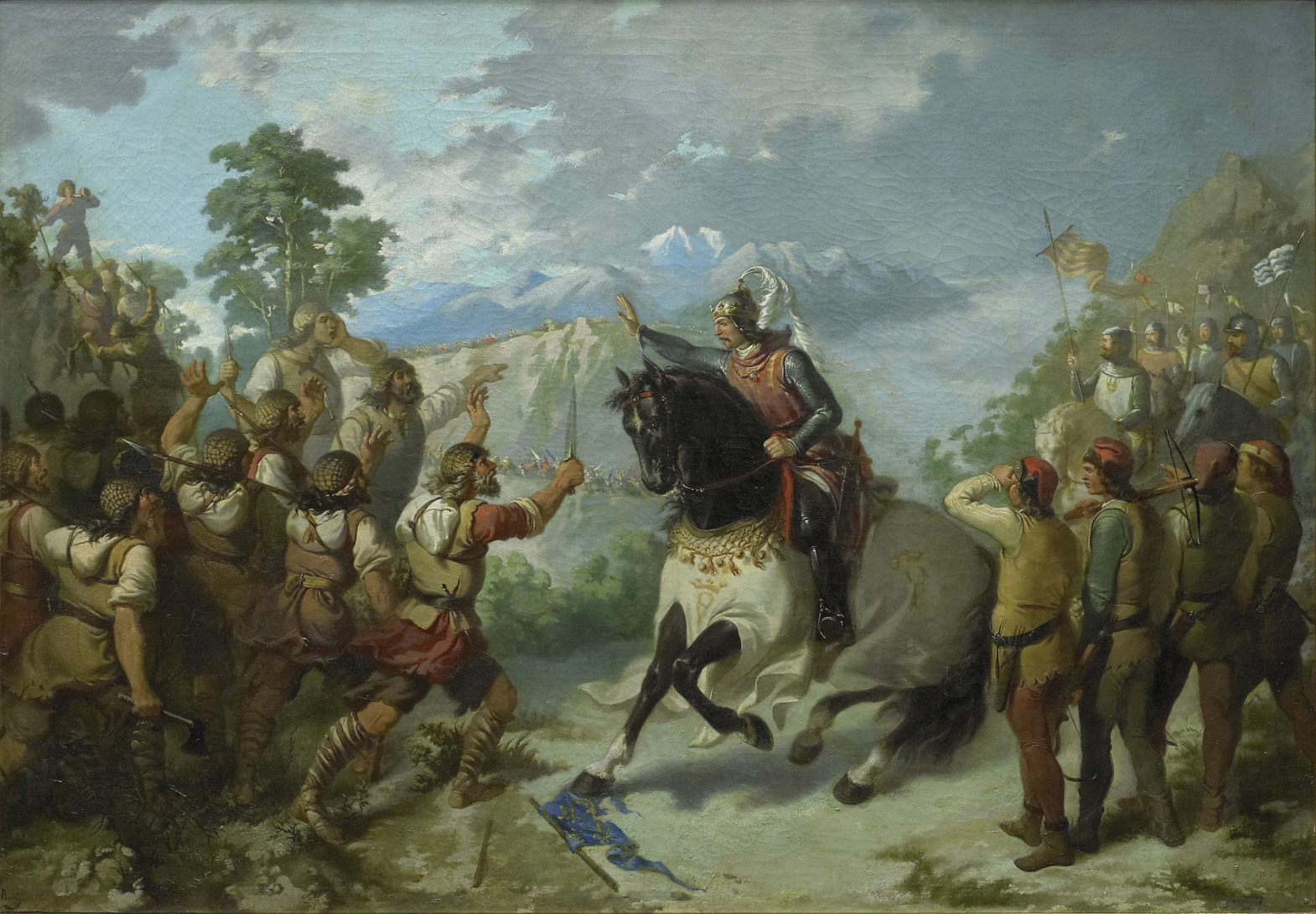
Pere el gran al coll de Panissars, una de les seves obres més conegudes, actualment exposada al Museu d'Història de Catalunya.

Bartomeu Ribó i Terriz (Madrid, 1835 — Madrid, 1907) fou un pintor i crític d'art especialitzat en obres de temàtica religiosa. Va passar gran part de la seva vida professional a Catalunya.
Deixeble de Pau Milà i Fontanals, es va presentar en diverses ocasions a l'Exposició Nacional de Belles Arts de Madrid i a exposicions de belles arts de Barcelona. Escriví també crítica d'art.

## Obra rellevant
- Capella del Sagrament de la Catedral de Barcelona
- Alguns elements decoratius del Gran Teatre del Liceu, en col·laboració amb Josep Mirabent i Gatell
- Cafè Cuyàs, un luxós establiment de Barcelona[2]
- Algunes decoracions i pintures per a Ca l'Erasme, al carrer del Carme 106, Barcelona[3]
- Pere el Gran al coll de Panissars, al Museu d'Història de Catalunya
- La Guerra del Francès, Ajuntament de la Bisbal[4]